# Развојни тим видео-игре
Развојни тим видео-игре је назив за групу стручњака различитог профила који се баве развојем видео-игара. Развојни тим може да се специјализује за издавање игара за једну платформу али многи тимови развијају игре за различите играчке системе укључујући и персоналне компјутере.
Многе велике компаније попут Електроник Артса и Сонија имају у свом саставу и развојне тимове, али се оне пре називају издавачима јер им је то примарна делатност. 
Данас у свету постоји преко 1000 развојних тимова који се баве израдом видео-игара. Многи од њих састоје се од једног или два члана и раде на флеш играма. Поред њих постоје и велике компаније са више студија и стотинама запослених. 